# Battaglia di Chancellorsville
La battaglia di Chancellorsville fu una delle principali battaglie del Teatro Orientale della guerra di secessione americana, combattuta dal 30 aprile al 6 maggio 1863.
Chiamata la "battaglia perfetta di Lee" a causa dei rischi corsi ma della riuscita suddivisione del suo esercito in presenza di una forza nemica assai maggiore, la battaglia contrappose l'Armata del Potomac del Mag. Gen. Joseph Hooker a un'armata confederata grande la metà, l'Armata Confederata della Virginia Settentrionale del Gen. Robert E. Lee.
L'audacia di Lee, magistralmente coadiuvato dal Gen. "Stonewall" Jackson, e la timida condotta in combattimento di Hooker si combinarono, producendo un risultato significativo e imbarazzante che condusse l'Unione a una sconfitta. Le conseguenze della sconfitta avrebbero potuto essere devastanti per l'Unione, ma in campo confederato fu enorme il contraccolpo psicologico e sul piano tattico per la ferita mortale ricevuta da "Stonewall" Jackson (colpito da fuoco amico), una tragedia che Lee descrisse come "la perdita del mio braccio destro".
La Campagna di Chancellorsville cominciò con l'attraversamento del fiume Rappahannock da parte dell'esercito unionista la mattina del 27 aprile 1863. Pesanti combattimenti cominciarono il 1º maggio e non finirono fin quando le forze unioniste non riattraversarono il fiume nella notte tra il 5 e il 6 maggio.

## Forze e piani

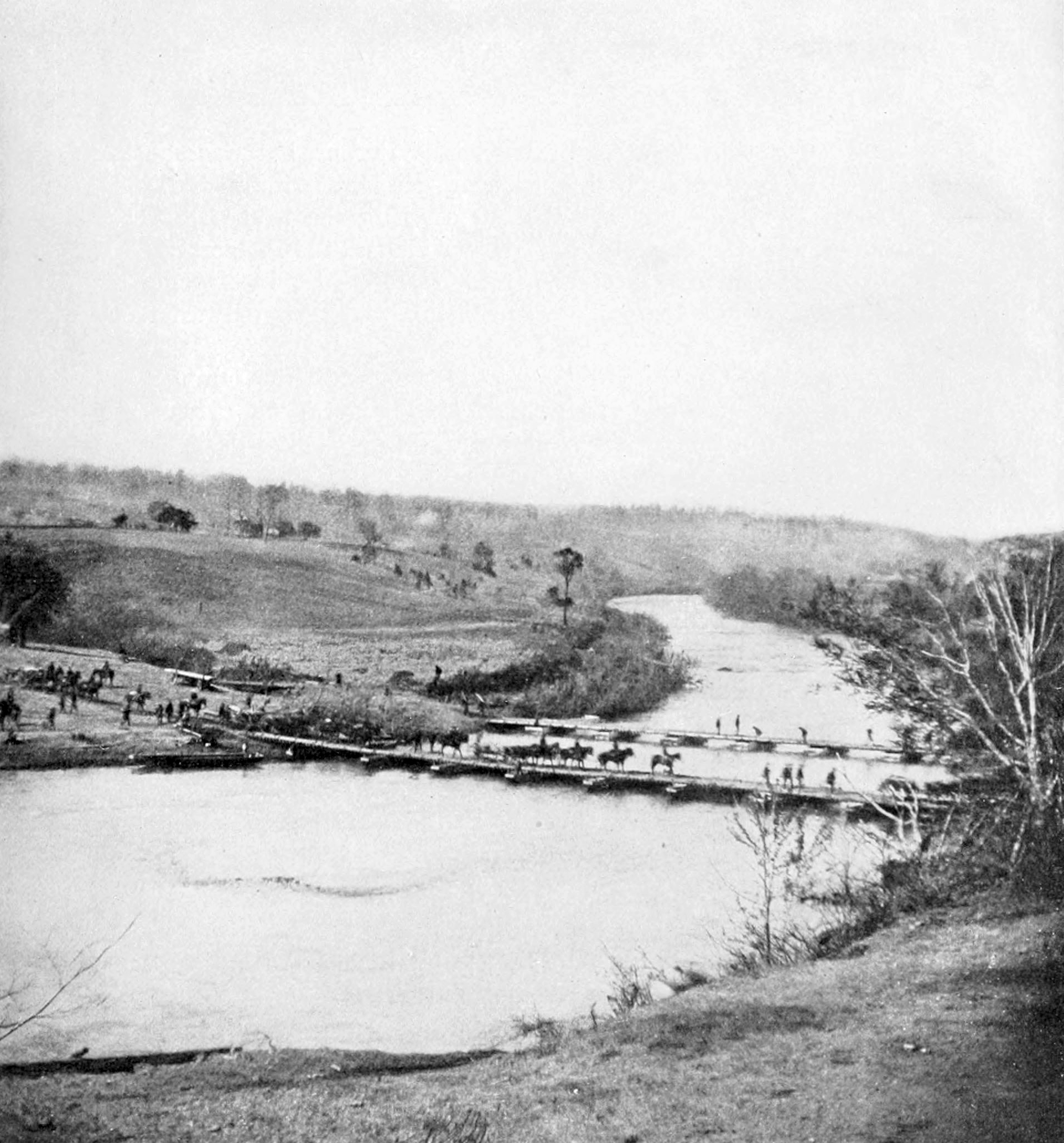
Artiglieria montata al guado del Rappahannock

Sulla carta era uno degli scontri più sproporzionati della guerra. L'esercito unionista aveva una forza combattente effettiva disposta sul campo di 130000 uomini. L'esercito confederato contava su una forza che era meno della metà della precedente, approssimativamente di 60000 uomini. Inoltre le forze nordiste erano molto meglio equipaggiate e assai più riposate dopo numerosi mesi di inattività. Le forze di Lee, d'altro verso, erano sparpagliate su tutto lo Stato della Virginia. Infatti circa 15000 uomini dell'Armata della Virginia Settentrionale, sotto il Ten. Gen. James Longstreet, stazionavano presso
Norfolk (Virginia), tanto da non giungere in tempo per aiutare le forze sottodimensionate di Lee.
Per di più l'urto iniziò sulla base di un piano di battaglia dell'Unione che era superiore alla gran parte dei precedenti messi a punto dai comandanti dell'Armata del Potomac. L'esercito mosse dai suoi acquartieramenti invernali intorno a Fredericksburg (Virginia), dove fronteggiava Lee al di là del Rappahannock. Hooker aveva pianificato una doppia manovra avvolgente delle forze di Lee, con l'invio di quattro Corpi e con una linea di marcia da tenere segreta, in direzione NO, col successivo volgere a S mediante l'attraversamento dei fiumi Rappahannock e Rapidan e quindi con una manovra di aggiramento ad U, colpendo lo schieramento di Lee alle spalle. I rimanenti Corpi avrebbero aggredito Lee di fronte, attraverso Fredericksburg. Nel frattempo circa 7000 cavalleggeri, al comando del Mag. Gen. George Stoneman, avrebbero effettuato una puntata in profondità nelle retrovie confederate, distruggendo le loro vitali linee di rifornimento lungo la ferrovia che da Richmond collegava Fredericksburg e tagliando le vie di comunicazione e di rifornimento di Lee. Era un piano deciso e aggressivo.
Tuttavia, malgrado la superiorità delle forze e l'audacia della strategia, come già avvenuto nelle prime Campagne della guerra, la mancanza di una competente capacità di comando dell'Armata del Potomac avrebbe continuato a condizionare pesantemente le sue forze, mentre le superiori doti tattiche dei comandanti confederati, Lee e Jackson, avrebbero invece determinato la vittoria del Sud in quella giornata.
Il 27 – 28 aprile, i quattro Corpi dell'Armata del Potomac attraversarono il Rappahannock e il Rapidan in numerosi punti, molti dei quali posti a tergo della confluenza dei due citati fiumi e della frazione di Chancellorsville (che era la porzione più piccola di un'ampia tenuta di proprietà della famiglia Chancellor), alla congiunzione dell'Orange Turnpike e della Orange Plank Road. Nel frattempo la seconda forza di più di 30000 uomini, sotto il Mag. Gen. John Sedgwick, attraversò il Rappahannock a Fredericksburg. Intanto la cavalleria di Stoneman prese a muoversi per raggiungere le retrovie di Lee.

## 1-2 maggio

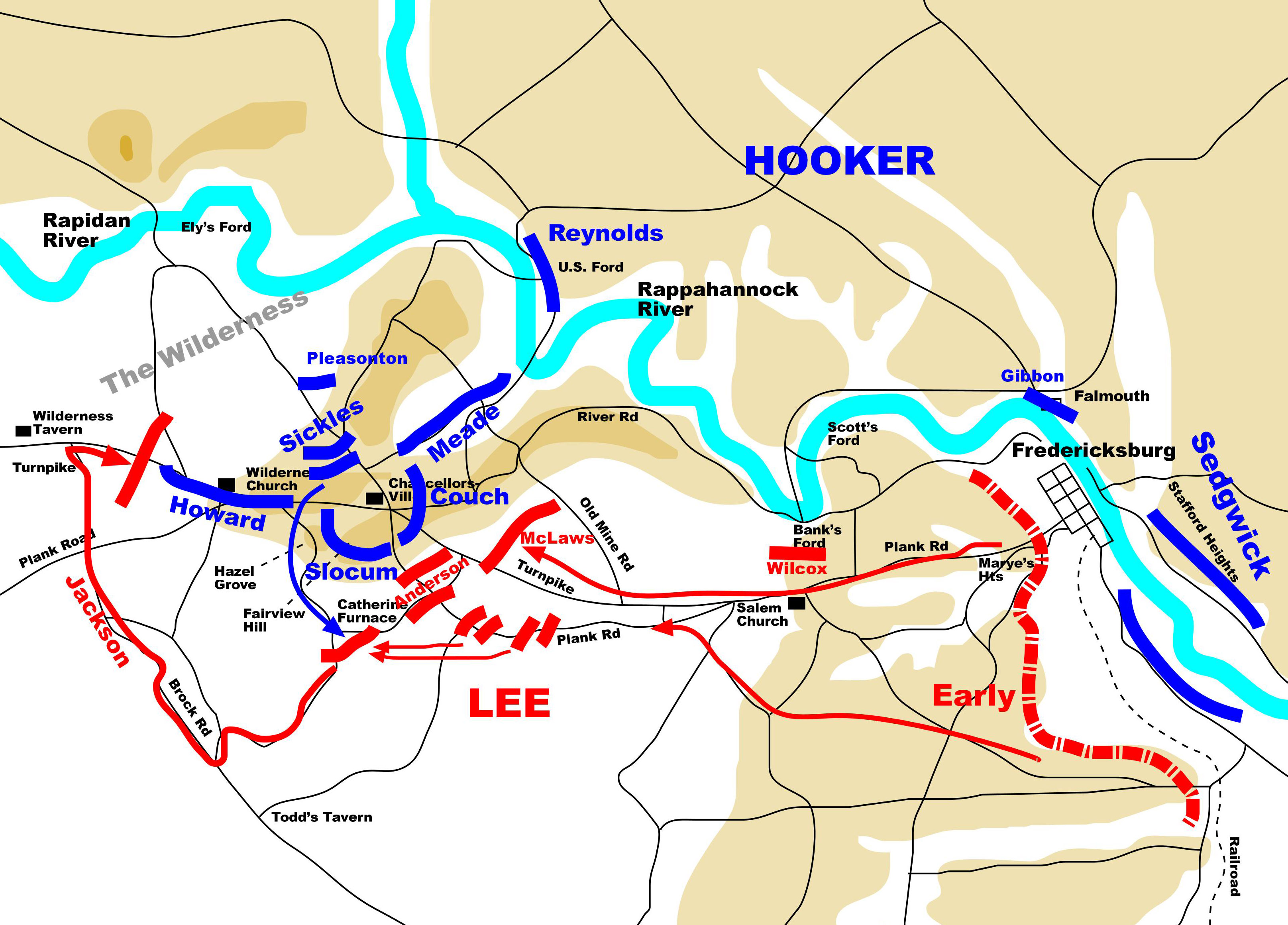
Battaglia di Chancellorsville (1-2 maggio)

Il 1º maggio, Hooker aveva all'incirca 70000 uomini ammassati dentro e attorno Chancellorsville, mentre Lee lavorava freneticamente per concentrare il suo esercito. Affrontava Hooker a Chancellorsville con 40000 uomini, mentre alla sua destra il Mag. Gen. Jubal Early con i suoi 12000 uomini occupava le solide posizioni delle Marye's Height a Fredericksburg cercando d'impedire a Sedgwick d'attaccare la retroguardia di Lee. Il giorno successivo le truppe dell'Unione e della Confederazione si affrontarono di fronte a Chancellorsville, e alcune forze unioniste furono in grado di far retrocedere gli avversari dall'impenetrabile boscaglia che li proteggeva e dalla pineta che copriva l'area. Questo fu visto da numerosi comandanti unionisti come chiave della vittoria. Se il più numeroso esercito unionista avesse combattuto nei boschi, conosciuti come "la foresta di Spotsylvania" (Wilderness of Spotsylvania), lo svantaggio in termini d'artiglieria sarebbe stato minimizzato, dal momento che l'artiglieria non avrebbe potuto conseguire alcun sensibile vantaggio in quella foresta.
Tuttavia Hooker, ancor prima di cominciare, aveva deciso che avrebbe condotto la campagna sulla difensiva, forzando Lee, con il suo piccolo esercito, ad attaccare decisamente per primo. Nella battaglia di Fredericksburg, l'esercito dell'Unione aveva attaccato ed era andato incontro a una sanguinosa e terrificante sconfitta. Hooker sapeva che Lee non poteva permettersi alcuna sconfitta né mantenere tanto a lungo un esercito operativo sul campo di battaglia. Così egli ordinò ai suoi uomini di arretrare nella foresta e di prendere posizione difensiva intorno a Chancellorsville, sfidando Lee ad attaccarlo o a retrocedere di fronte alle sue superiori forze.
Lee accettò la sfida di Hooker e pianificò di attaccarlo per il 2 maggio. La notte precedente, Lee e il suo subordinato più elevato in grado, il Ten. Gen. Thomas J. "Stonewall" Jackson, stilarono un piano tremendamente rischioso d'attacco. Essi avrebbero diviso la forza di 40000 uomini a Chancellorsville, con Jackson che avrebbe preso con sé il Secondo Corpo di 28000 uomini per attaccare il fianco destro dell'Unione. Lee, d'altro canto, avrebbe esercitato il suo comando personale sugli altri 12000 uomini (metà del Primo Corpo di Longstreet) fronteggiando in tal modo con soli 40000 uomini i 70000 soldati di Hooker a Chancellorsville.
Perché questo potesse funzionare, era utile che si verificassero numerose condizioni: era cioè necessario che Jackson effettuasse una marcia di 18 chilometri lungo strade secondarie per aggirare l'esercito dell'Unione e questo lo si doveva fare senza essere individuati. Quindi a Lee era indispensabile che Hooker restasse sulla difensiva. Era, d'altro canto, anche presupposto assoluto che Early potesse contenere Sedgwick a Fredericksburg e soprattutto che l'attacco di Jackson cogliesse le truppe nordiste completamente di sorpresa.
Incredibilmente tutto ciò si realizzò. La cavalleria confederata sotto il Mag. Gen. J.E.B. Stuart impedì alle forze unioniste d'individuare Jackson e le sue truppe nelle loro manovre (che occuparono quasi tutta la giornata). Il solo avvistamento delle manovre si ebbe allorché Jackson si stava muovendo a Sud di Chancellorsville e ciò fu male interpretato da Hooker, a tutto vantaggio dei Confederati: Hooker pensò che la cavalleria nordista di Stoneman fosse riuscita a tagliare le vie di rifornimento di Lee e che Lee fosse sul punto di ritirarsi. Dunque egli rimase sulle sue posizioni e non pensò di operare alcun attacco massiccio, inviando solo il suo 3º Corpo di 13000 uomini, comandato dal Mag. Gen. Daniel Sickles. Questi catturò qualche manciata d'uomini del 2º Corpo di Jackson e poi si fermò.
Sedgwick (a Fredericksburg) e Hooker si ritrovarono nell'impossibilità di comunicare a causa d'un guasto del telegrafo che li collegava e, quando Hooker riuscì infine a ordinare a Sedgwick in tarda serata del 2 maggio di attaccare Early, questi non lo fece, pensando che Early disponesse di più uomini di quanti egli in realtà non ne avesse.
Ma la principale ragione dello smacco fu l'incompetenza del comandante dell'11º Corpo d'Armata dell'Unione, il Mag. Gen. Oliver O. Howard, che si trovava sull'ala destra dell'Unione al comando di 11000 uomini. Costui mancò di prendere precauzioni difensive malgrado gli ordini di Hooker in tal senso. L'ala destra non era in alcun modo addossata ad ostacoli naturali e la sola precauzione adottata contro un attacco sul suo fianco consisteva in due cannoni puntati verso la foresta. Ad aggravare le cose, l'11º Corpo era un'unità senza sufficiente addestramento, composto quasi interamente d'immigrati tedeschi, alcuni dei quali non parlavano neppure l'inglese. Alle 16,30, i 28000 uomini di Jackson sbucarono dalla foresta e presero i soldati di Howard totalmente di sorpresa mentre la maggioranza di essi era occupata a cucinare. Più di 4000 furono fatti prigionieri ancor prima d'aver sparato un sol colpo d'arma da fuoco e la maggioranza degli altri fu messa in rotta. Una sola delle divisioni dell'11º Corpo offrì una temporanea resistenza. Al finire della giornata il 2º Corpo di Jackson era avanzato di oltre 3 km, fino a trovarsi in vista di Chancellorsville e non era separato dall'esercito di Lee altro che dal Corpo d'Armata di Sickles che si trovava sempre sul posto dove s'era esaurito il suo attacco della mattina. Hooker stesso era stato leggermente ferito nel momento più intenso del combattimento quando una pallottola sudista aveva colpito un pilastro di legno sul quale poggiavano talune strutture del suo Quartier Generale. Benché assai impacciato, egli rifiutò di trasmettere temporaneamente il comando al suo secondo in comando, il Gen. Darius N. Couch, e questo creò non pochi intralci al suo comando nei giorni successivi, rendendolo particolarmente nervoso e intimidito nel suo giudizio per tutto il resto della battaglia.
Tanto Hooker quanto Jackson compirono seri errori quella notte e a Jackson l'errore costò la vita.
Hooker, dubbioso sulla capacità di Sickles di conservare il saliente conquistato nelle posizioni sudiste riportò il suo 3º Corpo d'Armata a Chancellorsville nella notte. Sfortunatamente per lui ciò dette due vantaggi ai Confederati: le forze di Lee e di Jackson ebbero infatti la possibilità di congiungersi e dette loro il controllo d'una radura sopraelevata chiamata Hazel Grove, uno dei rari siti dove l'artiglieria aveva la possibilità di operare in modo efficace. (Sickles fu amareggiato del dover lasciare in tal modo campo libero agli avversari e le sue azioni insubordinate al Peach Orchard nella battaglia di Gettysburg due mesi più tardi furono con probabilità fortemente determinate proprio da questo incidente).
L'errore di Jackson ebbe luogo allorché si spinse avanti al suo Corpo in esplorazione lungo l'Orange Plank Road quella notte. Avendo conseguito una determinante vittoria in quella giornata, Jackson volle aumentare il proprio vantaggio prima che Hooker potesse riguadagnare le posizioni perdute e organizzasse una controffensiva che avrebbe potuto avere successo a causa della forte differenza numerica di cui godeva. Mentre era a cavallo in esplorazione fu colpito al braccio sinistro da fuoco amico. La sua ferita, apparentemente curabile in un primo momento, si rivelò assai più grave tanto da obbligare presto il medico all'amputazione all'altezza della spalla. L'operazione gli provocò un'infezione polmonare e Jackson, che aveva resistito "come un muro di pietra" coi suoi Virginiani nella prima battaglia di Bull Run (o Prima Manassas), morì il 10 maggio, gettando nel più grande sconforto il campo confederato e lo stesso Lee che ne fu straordinariamente afflitto, a causa dell'eccezionale tempra di combattente di "Stonewall" Jackson e della sua grande intelligenza tattica che lo aveva senza dubbio reso il suo migliore e più perspicuo collaboratore.

## 3 maggio

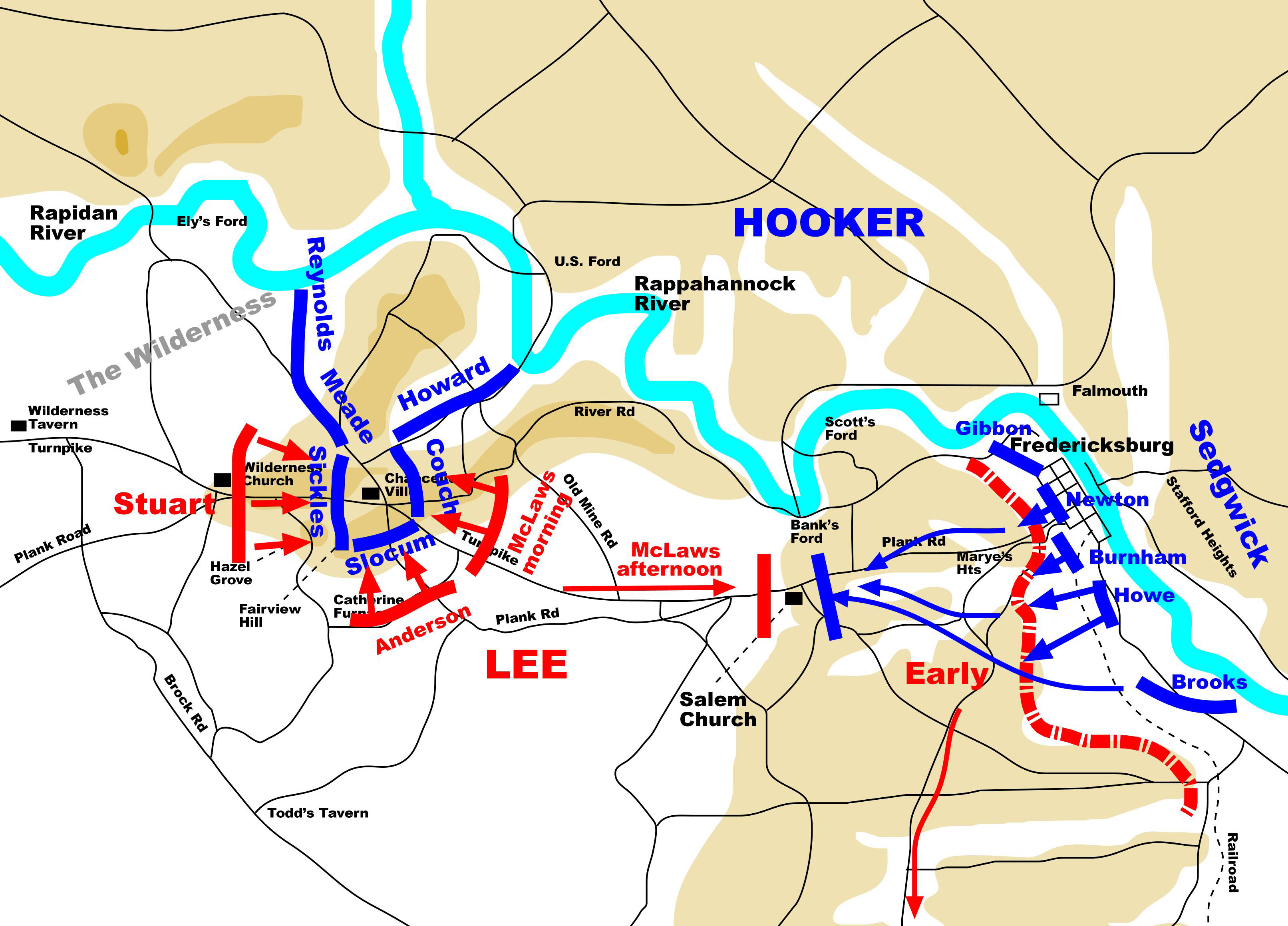
Battaglia di Chancellorsville (3 maggio)

Il 3 maggio Ambrose P. Hill, che aveva assunto il comando del 2º Corpo a causa delle ferite subite da Jackson, era nell'incapacità di garantire un efficiente comando. Hill si consultò con Robert E. Rodes, il più anziano generale dei Corpi sotto il suo comando, e Rodes concordò con la decisione di Hill di convocare il Gen. J.E.B. Stuart e di affidargli il comando, mettendo al corrente Lee dopo il fatto. L'audace cavalleggero dimostrò di essere anche un buon comandante di fanteria. Stuart lanciò un attacco massiccio su tutto il fronte, aiutato da Hooker che stava ritirando le sue truppe da Hazel Grove, quindi organizzò l'artiglieria immediatamente perché operasse in controbatteria. Fieri combattimenti scoppiarono quella sera allorché Stuart lanciò un altro attacco massiccio contro le linee unioniste, che lentamente furono sbriciolate dalla pressione subita e dalla mancanza di rinforzi e rifornimenti. In quel pomeriggio i Confederati catturarono Chancellorsville, e Hooker fece arretrare i suoi uomini fiaccati fino a una linea difensiva che circondava il guado chiamato United States, la loro ultima linea sgombera di ritirata.
Lee non poteva ancora dichiarare completa la sua vittoria e neppure Hooker voleva riconoscere la sua disfatta. All'acme del combattimento a Chancellorsville del 3 maggio, egli ancora richiamò Sedgwick a gettarsi contro il nemico e ad attaccare le retrovie di Lee. Ancora una volta però il Generale esitò finché non fu troppo tardi. Quel pomeriggio infine attaccò le posizioni di Early (dopo che Early a un certo momento le ebbe abbandonate grazie a un ordine di Lee male interpretato da lui), e operò lo sfondamento. Ma lo fece troppo tardi quel giorno per poter aiutare gli uomini di Hooker. Infatti una singola brigata dell'Alabama, guidata dal Brig. Gen. Cadmus Wilcox organizzò un'azione diversiva lungo la Orange Plank Road a ovest di Fredericksburg e rallentò l'avanzata già indolente di per sé di Sedgwick. Rinforzi del Mag. Gen. Lafayette McLaws arrivarono da Chancellorsville nel tardo pomeriggio e si unirono a Wilcox alla chiesetta di Salem, quattro miglia a ovest di Fredericksburg, e la forza combinata confederata bloccò la marcia di Sedgwick verso Chancellorsville.
Il combattimento del 3 maggio 1863 fu uno dei più furiosi mai combattuti nell'intera guerra e dovrebbe essere annoverato fra le più sanguinose battaglie della stessa Guerra di Secessione. Circa 18000 uomini, ugualmente divisi fra i due eserciti, caddero quel giorno in battaglia.

## 4 maggio

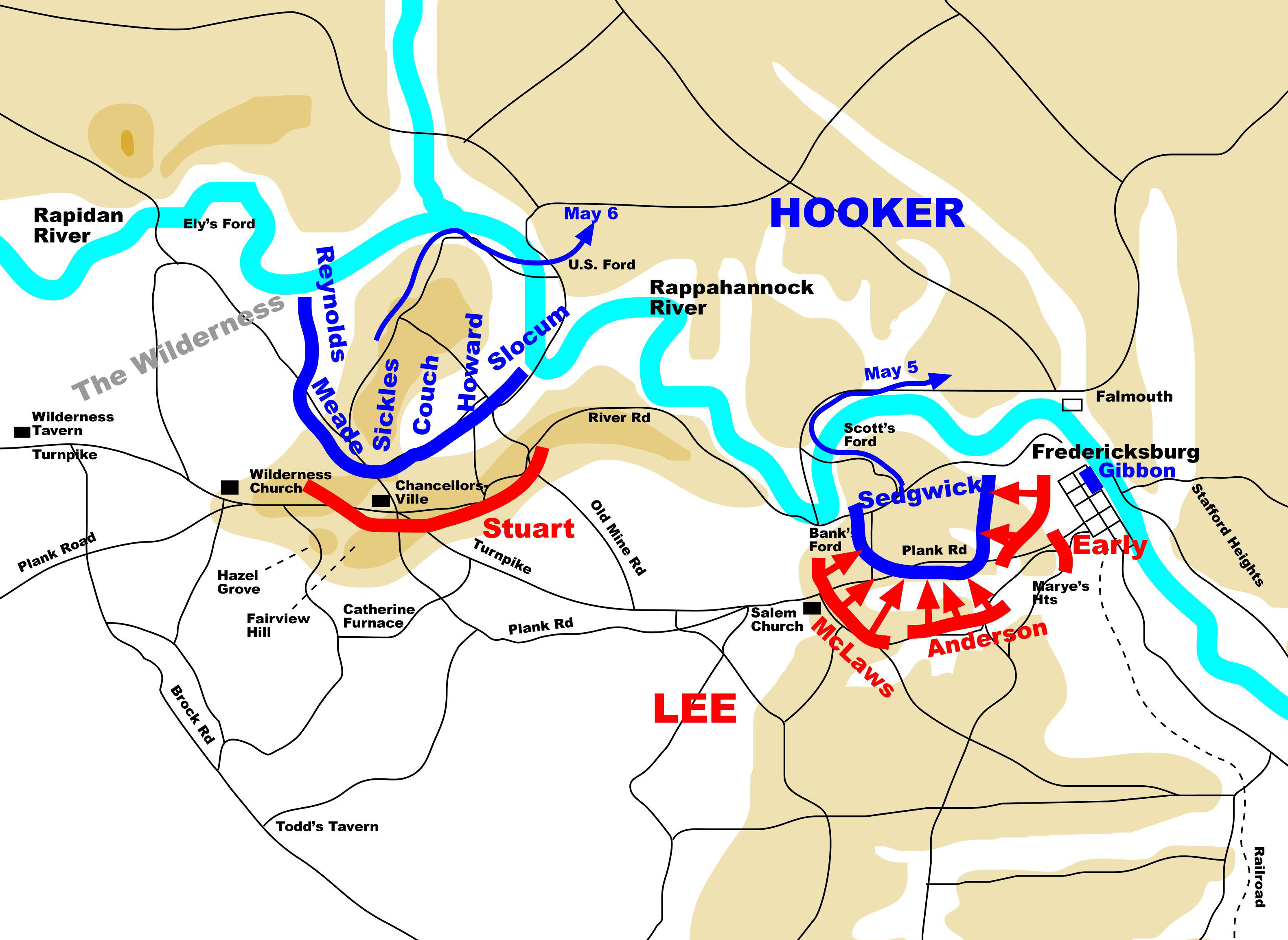
Battaglia di Chancellorsville (4 maggio)

Verso la sera del 3 maggio e lungo tutto il giorno seguente del 4 maggio, Hooker rimase sulla difensiva mentre Lee ed Early si scontravano con Sedgwick. Sedgwick, dopo aver infranto le difese di Early, trascurò colpevolmente di tenere Fredericksburg. Early semplicemente tornò indietro e occupò di nuovo le alture a ovest della città, tagliando fuori Sedgwick. Nel frattempo Lee mosse la divisione di Richard H. Anderson dal fronte di Chancellorsville e rinforzò McLaws prima che Sedgwick capisse quanti pochi uomini gli si opponessero. Sedgwick, postosi sulla difensiva, fu assai più determinato di quanto non lo fosse stato in fase offensiva e tenne il campo che il giorno prima aveva abbandonato attraversando il Rappahannock a Banks' Ford durante le ultime ore del 5 maggio. Ironicamente, ciò fu un ulteriore errore di comunicazione fra lui e Hooker; il comandante in capo infatti voleva che Sedgwick che egli tenesse Banks' Ford, così che Hooker potesse abbandonare l'area di Chancellorsville e riattraversare il fiume appunto al guado di Banks per riprendere il combattimento. Quando capì che Sedgwick aveva abbandonato la sponda sud, Hooker pensò di non avere alcuna possibilità di salvare la battaglia e nella notte fra il 5 e il 6 anch'egli si ritirò a nord del Rappahannock.

## Conseguenze

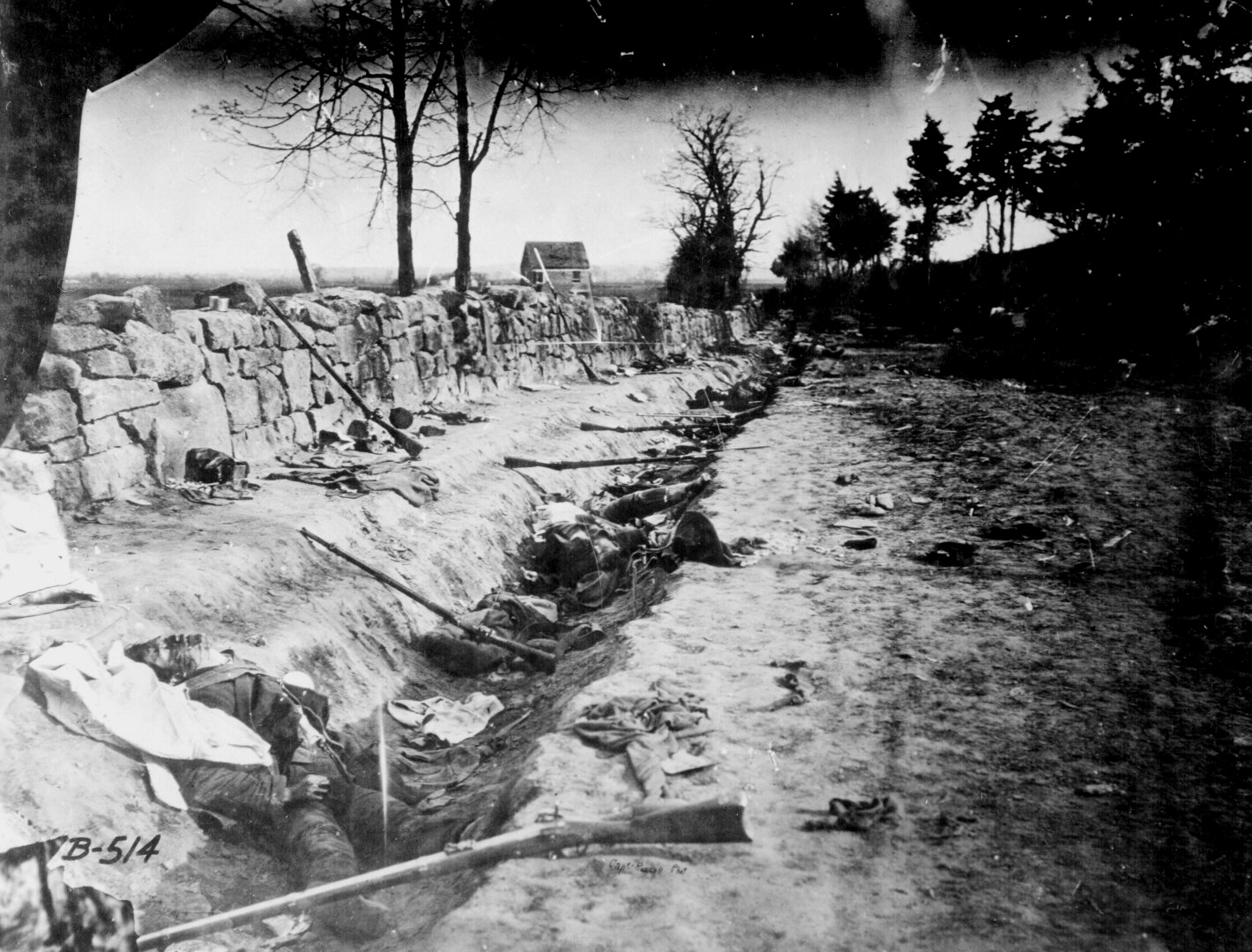
Morti confederati dietro il muretto di Marye's Heights, Fredericksburg, Virginia, caduti nella battaglia di Chancellorsville (maggio 1863)

Stoneman, dopo una settimana di incursioni senza effetto nell'area centrale e meridionale della Virginia, in cui egli non riuscì ad attaccare alcuno degli obiettivi che Hooker gli aveva assegnato, tornò nelle file unioniste a est di Richmond il 7 maggio, mettendo fine alla campagna.
Una caratteristica degna di nota della battaglia furono le orrende condizioni in cui si combatté. I soldati tendevano a perdersi nell'impenetrabile e disorientante boscaglia e molti incendi scoppiarono nel corso della battaglia. Rapporti sui ferimenti indicano quanto fosse comune che le persone bruciassero vive.
Lee, benché sfavorito in un rapporto 5:2, vinse la sua più grande battaglia per la quale pagò peraltro un prezzo tremendo. Con 52000 uomini impegnati, egli ebbe più di 13000 soldati fuori combattimento, perdendo il 25% delle sue truppe che la Confederazione, di limitata popolazione, non poteva rimpiazzare altrettanto facilmente come invece aveva la possibilità di fare l'Unione. Del pari tragicamente egli perse numerosi dei suoi migliori generali, primo fra tutti Thomas "Stonewall" Jackson, il suo generale più dotato per le operazioni offensive. La perdita di Jackson si sarebbe fatta sentire un mese più tardi al momento della battaglia di Gettysburg.
Hooker, che aveva dato avvio alla campagna affermando che egli aveva «l'80% delle possibilità di vincere», perse la battaglia a causa di problemi di comunicazione, dell'incompetenza dei suoi generali (in particolare Howard e Stoneman, senza trascurare Sedgwick) e di suoi propri errori. Gli errori di Hooker furono, fra l'altro, l'abbandono della sua offensiva il 1º maggio e l'ordine a Sickles di abbandonare Hazel Grove e di ritirarsi il 2 maggio. Egli trascurò anche di piazzare convenientemente le sue truppe: circa 40000 dei suoi uomini non tirarono un sol colpo di fucile in battaglia. Quando gli fu chiesto più tardi perché avesse ordinato la fine dell'avanzata il 1º maggio, egli rispose: «Per la prima volta avevo perso fiducia in Hooker».
Sui 90000 soldati dell'Unione che presero parte all'azione, solo 17000 furono posti fuori combattimento in battaglia: un tasso di perdita ben inferiore a quello confederato e ciò senza prendere in considerazione i 4000 uomini dell'11º Corpo che si arresero senza combattere nel panico iniziale del 2 maggio.
La tattica di Hooker di forzare Lee all'attacco era certamente buona in teoria ma tragicamente debole nella maniera in cui essa fu applicata da lui e dal suo staff. Lo scontro stesso mostrò che gli eserciti dell'Unione avevano raggiunto un livello comparabile a quello degli eserciti fino ad allora superiori di Lee, cosa che sarà dimostrata più tardi a Gettysburg. Lee, rincuorato dalla vittoria si sentì invincibile e la vittoria lo convinse a sfruttare il suo vantaggio attaccando la Pennsylvania con la sua Armata della Virginia Settentrionale, cosa che porterà due mesi più tardi alla battaglia di Gettysburg.
L'Unione fu avvilita dalla sconfitta e si dice che Abraham Lincoln abbia dichiarato: «Mio Dio! Mio Dio! Che dirà il Paese?». Le carriere di alcuni generali soffrirono della battaglia. Hooker rilevò Stoneman per incompetenza. Couch fu tanto disgustato dalla condotta di Hooker (e delle sue permanenti manovre politiche) che presentò le sue dimissioni e fu nominato responsabile della milizia della Pennsylvania. Hooker stesso fu rilevato il 28 giugno, proprio prima della battaglia di Gettysburg.
Parti del campo di battaglia di Chancellorsville sono incluse attualmente nel "Parco Nazionale Militare di Fredericksburg e Spotsylvania".